# Pedrosa del Rey
Pedrosa del Rey – gmina w Hiszpanii, w prowincji Valladolid, w Kastylii i León, o powierzchni 51,93 km². W 2011 roku gmina liczyła 191 mieszkańców.